# NGC 1117A
NGC 1117A (другие обозначения — UGC 2337, MCG 2-8-19, ZWG 440.22, KCPG 80A, PGC 10822) — возможная галактика в созвездии Овен.
Этот объект входит в число перечисленных в оригинальной редакции «Нового общего каталога».
Из-за прецессии координаты объекта должны измениться в 02ч 50м 42,7с и +13° 09′ 55″, но там ничего нет. Однако, есть галактика, находящаяся в 0,5 минут прямого восхождения к востоку и в 1' к северу, которая может быть той же, которую наблюдал Альберт Март, но NED и LEDA говорят, что эта идентификация очень неопределённая.